# Retable de Miraflores
Le Retable de Miraflores, connu aussi comme le triptyque de la Vierge, le retable de Notre-Dame ou le retable de Marie, est une peinture à l'huile sur panneaux de chêne réalisée par le peintre primitif flamand Rogier van der Weyden vers 1442-1445 et conservé à la Gemäldegalerie, à Berlin depuis 1850. Le retable a été volé en 1809 par le général Darmagnac pendant  la guerre d'indépendance espagnole, à son lieu d'origine, la Chartreuse de Miraflores, à Burgos.

## Description
Les trois panneaux sont de la même taille (71 × 43 cm chacun) et offrent une lecture chronologique de la vie du Christ, de gauche à droite, un portrait de la Sainte Famille (naissance de Jésus), une Pietà (la Vierge berçant le corps de Jésus mort) et l'apparition de Jésus à Marie (résurrection du Christ) avec Marie comme personnage central sur chacun des panneaux.